# Johannes Joannis Palm
Johannes Joannis Palm, död 1698 i Röks socken, var en svensk präst i Röks församling.

## Biografi
Johannes Joannis Palm blev 1662 student vid Kungliga Akademien i Åbo och filosofie magister 1668. Han blev 1667 konrektor i Söderköping och prästvigdes 21 december 1669. Palm blev 1674 rektor i Söderköping och 1682 kyrkoherde i Röks församling. Han avled 1698 i Röks socken.
Palm gifte sig med Engela Croning. Hon var dotter till kontraktsprosten i Olaus Sunonis och Margareta Larsdotter i Vimmerby. De fick tillsammans barnen Maria (född 1669), Margareta (född 1671), Johan (1673–1698), Engela (1675–1675), Elsa (född 1677), Adolf (född 1679) och Catharina.